# Świdrówko
Świdrówko (deutsch Schwidrowken I, 1929 bis 1945 Eduardsfelde) ist ein Weiler in der polnischen Woiwodschaft Ermland-Masuren und gehört zur Landgemeinde Świętajno (Schwentainen) im Powiat Olecki (Kreis Oletzko, 1933 bis 1945 Kreis Treuburg).

## Geographische Lage
Świdrówko liegt südlich des Rumetensees (polnisch Jezioro Romoty) im Osten der Woiwodschaft Ermland-Masuren, elf Kilometer westlich der Kreisstadt Olecko (Marggrabowa, 1928 bis 1945 Treuburg).

## Geschichte
Der nach 1818 Schwydrowken und später Schwidrowken geschriebene kleine Ort war bis 1945 ein Ortsteil der Gemeinde Orzechowken (1925 bis 1945 Nußdorf, polnisch Orzechówko), die bis vor 1908 Sitz eines Amtsbezirks war und wie auch der Nachfolge-Amtsbezirk Schwentainen zum Kreis Oletzko (1933 bis 1945 Kreis Treuburg) im Regierungsbezirk Gumbinnen der preußischen Provinz Ostpreußen gehörte.
Schwidrowken bestand im Wesentlichen aus zwei Höfen, die sich in ihrer Größe unterschieden. Noch vor der Wende vom 19. zum 20. Jahrhundert unterteilte man den Ort darum offiziell in „Schwidrowken I“ (mittlerer Hof) und „Schwidrowken II“ (großer Hof), wobei man am 7. September 1929 die Namen entsprechend der damals vorherrschenden politischen Ideologie der Betonung des Deutschtums auch in den Ortsnamen änderte und Schwidrowken I in „Eduardsfelde“ wie auch Schwidrowken II in „Wilhelmsruh“ umbenannte.
Beide Ortschaften kamen in Kriegsfolge 1945 mit dem gesamten südlichen Ostpreußen zu Polen. Schwidrowken I (Eduardsfelde) erhielt die polnische Namensform „Świdrówko“, während Schwidrowken II (Wilhelmsruh) die Bezeichnung „Świdrowo“ erhielt. Letzterer Ort existiert nicht mehr, während der andere heute eine kleine Ortschaft im Verbund der Landgemeinde Świętajno (Schwentainen) im Powiat Olecki (Kreis Oletzko, 1933 bis 1945 Kreis Treuburg) ist, vor 1998 der Woiwodschaft Suwałki, seither der Woiwodschaft Ermland-Masuren zugehörig.

## Kirche
Bis 1945 waren die beiden Ortschaften Schwidrowken resp. Eduardsfelde und Wilhelmsruh in die evangelische Kirche Schwentainen in der Kirchenprovinz Ostpreußen der Kirche der Altpreußischen Union und in die katholische Pfarrkirche Marggrabowa (1928 bis 1945 Treuburg, polnisch Olecko) im Bistum Ermland eingepfarrt.
Heute gehört Świdrówko zur evangelischen Kirchengemeinde Wydminy (Widminnen), einer Filialgemeinde der Pfarrei Giżycko (Lötzen) in der Diözese Masuren der Evangelisch-Augsburgischen Kirche in Polen bzw. zur katholischen Pfarrei in Olecko im Bistum Ełk (Lyck) der Römisch-katholischen Kirche in Polen.

## Verkehr
Świdrówko liegt südlich der Woiwodschaftsstraße DW 655 und ist von Doliwy (Doliwen, 1938 bis 1945 Teichwalde) aus über einen Landweg zu erreichen. Eine Bahnanbindung besteht nicht.